# Jacob Huysmans

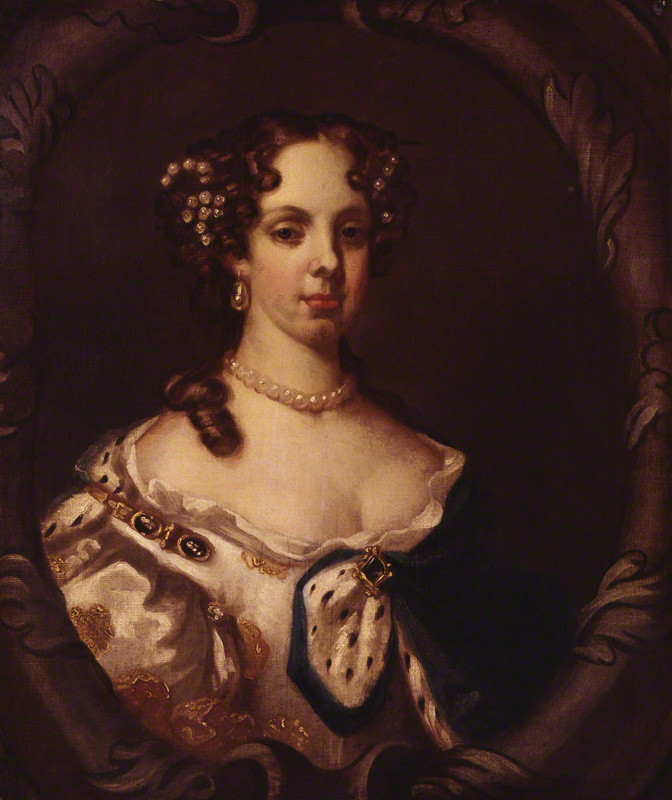
Huysmans' portret van Catharina van Bragança

Jacob Huysmans (Antwerpen, 1633 - Londen, 1696) was een kunstschilder afkomstig uit de Zuidelijke Nederlanden. Hij was vooral bekend als portretschilder.
Huysmans werd geboren in een familie van kunstenaars; zo was hij onder meer de oom van Cornelis Huysmans. Hij leerde het schilderen van Gillis Backereel en Frans Wouters. Later verhuisde Huysmans naar Engeland. Zijn belangrijkste werk is het portret dat hij schilderde van Catharina van Bragança, de vrouw van Karel II van Engeland. Ook zijn portret van Izaak Walton is bekend.  
- Biografisch Portaal: 26691644
- Digitale Bibliotheek voor de Nederlandse Letteren: huys037
- Library of Congress Control Number: nr2004026031
- National Gallery of Victoria: 19294
- RKD-Nederlands Instituut voor Kunstgeschiedenis: 40836
- SNAC: w6zt6j4g
- Union List of Artist Names: 500024595
- Virtual International Authority File: 31948580
- WorldCat: E39PBJjdgTjJRhD7tymQKvXrv3